# 黄宗羲墓
29°58′58.66″N 121°12′39.78″E / 29.9829611°N 121.2110500°E
黄宗羲墓是明末清初著名思想家黄宗羲（1610年－1695年）的墓葬，位于中国浙江省余姚市陆埠镇化安山剡湖岙龙山东南麓，修建于康熙三十四年（1695年），其父黄尊素之墓亦位于附近。2006年5月，黄宗羲墓与全祖望墓、万斯同墓、白云庄一起被公布为全国重点文物保护单位。

## 历史

### 古代
黄宗羲，字太冲，号梨洲，世称南雷先生或梨洲先生，与顾炎武、王夫之并称明末清初三大思想家。早年，其父黄尊素为阉党所害，葬于化安山，在龙山和虎山间设茅草屋为丙舍停放灵柩。清顺治三年（1646年），黄宗羲抗清失败，隐居于丙舍，以山名称之为“龙虎草堂”，并在此撰写了《明夷待访录》、《易学象数论》等著作。康熙元年（1662年），龙虎草堂焚毁。
康熙二十七年，黄宗羲在龙山东南寻找墓地。康熙三十四年（1695年）临终前，黄宗羲写下《梨洲未命》，告诫子孙不用棺椁，不用纸钱，不用世俗的祭祀，身前好友如需祭奠，只需在坟上种植五株梅花即可。黄宗羲死后，子孙依照其遗嘱修建墓地，并由萧山文学家毛奇龄撰写墓志铭，学生全祖望撰写神道碑文。

### 现代
1956年11月，黄宗羲墓被浙江省人民政府公布为浙江省文物保护单位。文化大革命期间的1966年，黄宗羲墓被毁，后于1981年修复，并于同年4月重新公布为省级文物保护单位。1995年黄宗羲逝世300周年时，文物部门重建了墓道，复建了龙虎草堂作为“黄梨洲先生史迹陈列”的展览场所，同时根据黄宗羲的遗愿，于墓旁设梅园，在拜坛下开掘荷花池，墓道旁建石亭。2006年，余姚市实施了黄宗羲墓地环境整治工程。2006年5月，黄宗羲墓与位于宁波市海曙区的白云庄、全祖望墓以及位于奉化区的万斯同墓一道作为浙东学派史迹被公布为全国重点文物保护单位。

## 纪念
2010年黄宗羲诞辰400周年时，余姚各界人士曾在黄宗羲墓举行祭拜仪式。

## 图片
- 全国重点文物保护单位碑
- 全祖望撰神道碑
- 黄宗羲墓
- 墓前荷花池和梅树
- 墓道亭
- 复建的龙虎草堂及黄宗羲雕像
- 黄尊素墓
- 黄尊素墓神道及石像生